# The Homesman
The Homesman is een Frans-Amerikaanse western uit 2014 geregisseerd door Tommy Lee Jones, gebaseerd op de gelijknamige roman van Glendon Swarthout. De hoofdrollen worden gespeeld door Tommy Lee Jones, Hilary Swank, Hailee Steinfeld, William Fichtner en Meryl Streep. De film deed mee in de competitie voor de Gouden Palm op het Festival van Cannes in 2014.

## Verhaal
Mary Bee Cudy (Hilary Swank) moet drie vrouwen die gek geworden zijn van Nebraska naar Iowa brengen. Ze krijgt hulp van George Briggs (Tommy Lee Jones).

## Cast
- Tommy Lee Jones als George Briggs
- Hilary Swank als Mary Bee Cuddy
- Grace Gummer als Arabella Sours
- Miranda Otto als Theoline Belknap
- Sonja Richter als Gro Svendsen
- Meryl Streep als Altha Carter
- John Lithgow als dominee Alfred Dowd
- James Spader als Aloysius Duffy
- Hailee Steinfeld als Tabitha Hutchinson
- Caroline Lagerfelt als Netti Nordstog
- Tim Blake Nelson als vrachter
- Jesse Plemons als Garn Sours
- William Fichtner als Vester Belknap
- David Dencik als Thor Svendsen
- Barry Corbin als Buster Shaver
- Evan Jones als Bob Giffen
- Jo Harvey Allen als mrs. Polhemus
- Karen Jones als mrs. Linens